# Cúp bóng đá Macedonia 2007–08
Cúp bóng đá Macedonia 2007–08 là mùa giải thứ 16 của giải đấu bóng đá loại trực tiếp ở Cộng hòa Macedonia. FK Vardar là đương kim vô địch, giành chức vô địch lần thứ 5. Đội vô địch mùa giải 2007–08 là FK Rabotnički Kometal với lần đầu tiên đoạt cúp.

## Lịch thi đấu
| Vòng      | Ngày thi đấu                               | Số trận | Câu lạc bộ |
| --------- | ------------------------------------------ | ------- | ---------- |
| Vòng Một  | 19 tháng 9 năm 2007                        | 16      | 32 → 16    |
| Vòng Hai  | 24 tháng Mười and 7 tháng 11 năm 2007      | 16      | 16 → 8     |
| Tứ kết    | 28 tháng Mười Một and 12 tháng 12 năm 2007 | 8       | 8 → 4      |
| Bán kết   | 9 tháng Tư and 7 tháng 5 năm 2008          | 4       | 4 → 2      |
| Chung kết | 24 tháng 5 năm 2008                        | 1       | 2 → 1      |

## Vòng Một
Lễ bốc thăm diễn ra vào ngày 5 tháng 9 năm 2007 ở Skopje. Các trận đấu diễn ra vào ngày 19 tháng 9 năm 2007.
| Đội 1            | Tỉ số           | Đội 2              |
| ---------------- | --------------- | ------------------ |
| Gostivar         | 3–6             | Vardar             |
| Novaci           | 0–0 (3–4 ph.đ.) | Teteks             |
| Nov Milenium     | 1–1 (5–3 ph.đ.) | Turnovo            |
| Filip Vtori      | 0–0 (4–5 ph.đ.) | Napredok           |
| Vardar Negotino  | 10–3            | Vëllazërimi        |
| Arsimi           | 0–4             | Makedonija         |
| Drita            | 0–1             | Skopje             |
| Ilinden Velmej   | 0–0 (5–4 ph.đ.) | Pobeda             |
| Metalurg         | 0–4             | Sileks             |
| Pobeda Valandovo | 0–1             | Bregalnica Štip    |
| Prevalec         | 0–6             | Pelister           |
| Vlaznimi         | 2–4             | Renova             |
| Fortuna          | 0–1             | Shkëndija 79       |
| Maleš            | 1–8             | Milano             |
| Kadino           | 0–13            | Rabotnički Kometal |
| Bratstvo         | 0–3 (f)         | Bashkimi           |

## Vòng Hai
Lễ bốc thăm diễn ra vào ngày 17 tháng 10 năm 2007 ở Skopje. Các trận lượt đi diễn ra vào ngày 23 và 24 tháng Mười cùng với lượt về vào ngày 6 và 7 tháng 11 năm 2007.
| Đội 1           | TTS | Đội 2              | Lượt đi | Lượt về |
| --------------- | --- | ------------------ | ------- | ------- |
| Pelister        | 0–4 | Rabotnički Kometal | 0–0     | 0–4     |
| Bashkimi        | 3–6 | Makedonija         | 3–4     | 0–2     |
| Ilinden Velmej  | 2–1 | Shkëndija 79       | 0–1     | 2–0     |
| Milano          | 5–0 | Bregalnica Štip    | 3–0     | 2–0     |
| Vardar Negotino | 3–7 | Nov Milenium       | 2–3     | 1–4     |
| Teteks          | 0–4 | Vardar             | 0–3     | 0–1     |
| Renova          | 6–2 | Napredok           | 5–1     | 1–1     |
| Sileks          | 1–2 | Skopje             | 0–1     | 1–1     |

## Tứ kết
Lễ bốc thăm diễn ra vào ngày 17 tháng 11 năm 2007 ở Skopje. Các trận lượt đi diễn ra vào ngày 28 tháng Mười Một và lượt về vào ngày 12 tháng 12 năm 2007.
| Đội 1              | TTS     | Đội 2          | Lượt đi | Lượt về |
| ------------------ | ------- | -------------- | ------- | ------- |
| Makedonija         | 2–1     | Skopje         | 2–1     | 0–0     |
| Rabotnički Kometal | 2–1     | Vardar         | 2–0     | 0–1     |
| Nov Milenium       | 3–0 (f) | Ilinden Velmej | –       | –       |
| Milano             | 4–2     | Renova         | 2–0     | 2–2     |

## Bán kết
Lễ bốc thăm diễn ra vào ngày 12 tháng 1 năm 2008 ở Skopje. Các trận lượt đi diễn ra vào ngày 9 tháng Tư và lượt về vào ngày 7 tháng 5 năm 2008.
| Đội 1              | TTS     | Đội 2        | Lượt đi | Lượt về |
| ------------------ | ------- | ------------ | ------- | ------- |
| Rabotnički Kometal | 1–1 (a) | Makedonija   | 0–0     | 1–1     |
| Milano             | 6–1     | Nov Milenium | 4–0     | 2–1     |

### Lượt đi
| Rabotnički Kometal | 0−0 | Makedonija |
| ------------------ | --- | ---------- |
|                    |     |            |

| Milano                                               | 4−0 | Nov Milenium |
| ---------------------------------------------------- | --- | ------------ |
| Krstev 45' · Alimi 75' · Brando 85' · Stojanović 90' |     |              |

Nguồn: Dnevnik.mk Lưu trữ ngày 3 tháng 10 năm 2016 tại Wayback Machine

### Lượt về
| Makedonija     | 1−1 | Rabotnički Kometal |
| -------------- | --- | ------------------ |
| Jovanovski 88' |     | Janchevski 53'     |

1–1 sau 2 lượt trận. Rabotnički thắng nhờ luật bàn thắng sân khách.
| Nov Milenium | 1−2 | Milano                     |
| ------------ | --- | -------------------------- |
| Mitrov 48'   |     | Lazarevski 55' · Usufi 65' |

Milano thắng 6–1 sau 2 lượt trận.
Nguồn: Dnevnik.mk Lưu trữ ngày 3 tháng 10 năm 2016 tại Wayback Machine

## Chung kết
| Milano | 0–2      | Rabotnički Kometal |
| ------ | -------- | ------------------ |
|        | Chi tiết | Nexhipi 26', 42'   |